# Epialtus
Epialtus is een geslacht van kreeftachtigen uit de klasse van de Malacostraca (hogere kreeftachtigen).

## Soorten
- Epialtus bituberculatus H. Milne Edwards, 1834
- Epialtus brasiliensis Dana, 1852
- Epialtus dilatatus A. Milne-Edwards, 1878
- Epialtus elongatus Rathbun, 1923
- Epialtus hiltoni Rathbun, 1923
- Epialtus kingsleyi Rathbun, 1923
- Epialtus longirostris Stimpson, 1860
- Epialtus minimus Lockington, 1877
- Epialtus peruvianus Rathbun, 1923
- Epialtus portoricensis Rathbun, 1923
- Epialtus sulcirostris Stimpson, 1860